# Dobřichov
Dobřichov är en ort i Tjeckien.   Den ligger i regionen Mellersta Böhmen, i den centrala delen av landet, 40 km öster om huvudstaden Prag. Dobřichov ligger 195 meter över havet och antalet invånare är 713.
Terrängen runt Dobřichov är platt. Runt Dobřichov är det ganska tätbefolkat, med 124 invånare per kvadratkilometer. Närmaste större samhälle är Kolín, 13,3 km öster om Dobřichov. Trakten runt Dobřichov består till största delen av jordbruksmark.